# Таран (фильм)
«Таран» (латыш. Tarāns) — художественный фильм режиссёра Гунара Цилинского, снятый по мотивам рассказа Витаутаса Петкявичюса «Танковый бой — 1979» на Рижской киностудии в 1982 году.

## Сюжет
Инвалид войны, бывший механик-водитель танка, после встречи с ветеранами своей дивизии возвращался домой на недавно приобретённом «Запорожце». В пути он был несколько расстроен возникшими разногласиями со своим взрослым сыном. Хорошего настроения не добавили и те случаи бытового хамства, с которыми невольно пришлось столкнуться. Последней каплей в череде событий стал инцидент, возникший на заправочной станции. Не заметив лужу пролитого масла, ветеран ударил своим автомобилем заднюю левую часть стоявшей у колонки «Волги». Водитель повреждённого автомобиля набросился с бранью на извиняющегося инвалида и на глазах собравшихся зевак сбил того с ног. Не в силах более сдерживать накопившиеся чувства, фронтовик сел за руль своего «ЗАЗ-968» и несколько раз протаранил новенькое авто своего оппонента под одобрительные возгласы случайных свидетелей.

## В ролях
- Рудольф Аллаберт — Петерис
- Антра Лиедскалныня — Марта
- Айгарс Цилинский — Витаутс
- Лелде Викмане — Яна
- Гиви Тохадзе — Зурико
- Антанас Барчас — Алексеич, эпизод
- Викторс Звайгзне — Ионас, эпизод
- Улдис Думпис — Роберт, водитель «Волги»
- Байба Индриксоне — любовница Роберта, хозяйка «Волги»
- Ольгерт Дункерс — водитель иномарки
- Регина Разума — его спутница, эпизод
- Арийс Гейкинс — официант
- Таливалдис Аболиньш — пьяница

## Съёмочная группа
- Автор сценария и режиссёр-постановщик: Гунарс Цилинский
- Оператор-постановщик: Гвидо Скулте
- Композитор: Иварс Вигнерс
- Художник-постановщик: Улдис Паузерс